# The Silence at Bethany
The Silence at Bethany è un film del 1988 diretto da Joel Oliansky.

## Trama
Ira Matrin è cresciuto in una comunità mennonita negli anni '30. Quando i suoi genitori morirono accidentalmente, andò a vivere con i parenti fuori città.